# Dive into Yourself
DIVE into YOURSELF è un singolo degli High and Mighty Color, pubblicato il 26 luglio 2006.

## Il disco
Dive into Yourself è stata usata come tema nello spot pubblicitario per il gioco per PlayStation 2 Sengoku Basara 2, mentre il B-side Flying Music è stato utilizzato come sigla per Harmony with the Earth ID. Incluso nel singolo vi era un modulo cartaceo che consentiva di partecipare a un concorso il cui vincitore avrebbe registrato la propria voce nel coro nella nuova versione di Dive into Yourself; questa versione venne inserita nell'album San, col titolo Dive into Yourself (Your Voice Version). La prima edizione del singolo veniva venuta con un braccialetto.
La title track venne successivamente inserita nelle compilation 10 Color Singles e BEEEEEEST.

## Lista tracce
Testi e musiche degli High and Mighty Color.
1. DIVE into YOURSELF – 3:48
2. Flying Music (フライングミュージック?) – 3:44
3. Haitoku no Jounetsu 〜Urgent Immoral Passion Mix〜 (背徳の情熱 〜Urgent Immoral Passion Mix〜?) – 5:08
4. DIVE into YOURSELF (Less Vocal Track) – 3:46

## Formazione
- Mākii – voce
- Yūsuke – voce
- Kazuto – chitarra solista, cori
- MEG – chitarra ritmica, cori
- Mai Hoshimura – tastiere
- Mackaz – basso
- SASSY – batteria